# Selaginella arenaria
Selaginella arenaria är en mosslummerväxtart som beskrevs av Bak.. Selaginella arenaria ingår i släktet mosslumrar, och familjen mosslummerväxter. Inga underarter finns listade i Catalogue of Life.